# Lange Meile
Die Lange Meile ist ein maximal etwa 517 m ü. NHN hohes Plateau (daher wird oft die Bezeichnung Auf der Langen Meile verwendet) der Fränkischen Schweiz im oberfränkischen Landkreis Forchheim (Bayern).

## Geographische Lage
Die Lange Meile befindet sich an der Westabdachung der Fränkischen Alb im Naturpark Fränkische Schweiz-Veldensteiner Forst. Ihre Hochebene liegt im Gemeindeviereck von Heiligenstadt (Landkreis Bamberg) im Nordnordosten, Ebermannstadt im Osten, Forchheim im Südsüdosten und Eggolsheim im Westen. Sie ist umgeben von Eschlipp im Nordnordosten, Niedermirsberg, Breitenbach, Neuses-Poxstall, Reifenberg und Weilersbach im Osten, Ehrlersheim und Rettern im Süden, Kauernhofen, Weigelshofen, Drosendorf, Götzendorf und Tiefenstürmig im Westen sowie Drügendorf im Nordnordwesten.
Im nördlichen Übergangsbereich der Langen Meile zur eigentlichen Hochebene der Fränkischen Alb liegen zwischen Eschlipp und Drügendorf Kalksteinbrüche. Dort führt die Staatsstraße 2260 von Ebermannstadt vorbei an Eschlipp zwischen den Steinbrüchen nach Drügendorf. Nach Osten fällt die Hochfläche ins Tal der Wiesent, eines Regnitz-Zuflusses, ab und nach Westen in jenes des Eggerbachs, eines kurzen Zuflusses der Regnitz bzw. des Main-Donau-Kanals.

## Erhebungen
Zu den Erhebungen der Langen Meile, die nur sanfte Hügel oder lediglich markante Stellen des Hochplateaus darstellen, gehören – mit Höhen in Metern (m) über Normalhöhennull (NHN):
- Schützenberg (517 m), nordöstlich von Rettern
- Wachknock (517 m), zwischen Niedermirsberg und Breitenbach
- Mirsberger Höhe (514,5 m), nordwestlich von Niedermirsberg
- Rotenberg (510 m), ostnordöstlich von Kauernhofen
- Retterner Kanzel (506,3 m), östlich von Rettern
- Steinberg (506 m), nördlich von Reifenberg
- Högelstein (497,9 m), zwischen Kauernhofen und Rettern
- Schloßberg (493,1 m), nordöstlich von Drosendorf

## Geologie
Die Gesteine der Langen Meile entstammen dem Jura-Meer und bestehen aus Ton, Sandstein und Kalkstein. Schichtgestein aus Malm kennzeichnet die Hochebene (Plateau). Das Quellwasser wird zur Trinkwasserversorgung einiger umliegender Ortschaften genutzt. Es weist einen hohen Kalkgehalt auf.

## Schutzgebiete
Auf der Ostflanke der Langen Meile erstreckt sich einer der westlichen Bereiche des vielteiligen Fauna-Flora-Habitat-Gebiets Wiesent-Tal mit Seitentälern (FFH-Nr. 6233-371). Die Westflanke des tafelartigen Bergs gehört zum südlichen Bereich des mehrteiligen FFH-Gebiets Albtrauf von der Friesener Warte zur Langen Meile (FFH-Nr. 6132-371). Großteile der Langen Meile liegen im Westteil des 2001 gegründeten und 1021,64 Quadratkilometer großen Landschaftsschutzgebiets Fränkische Schweiz-Veldensteiner Forst (LSG-Nr. 322697).

## Landschaft und Sehenswertes
Die Lange Meile ist auf ihren steil abfallenden Hängen bewaldet, das Hochplateau ist vielerorts unbewaldet und wird landwirtschaftlich genutzt.
Auf der Langen Meile befinden sich südlich der Mirsberger Höhe der Flugplatz Burg Feuerstein und südlich davon die Sternwarte Feuerstein mit einem Planetenweg. Am Wachknock östlich davon steht das Jugendhaus Burg Feuerstein.